# Cantonul Payrac
Cantonul Payrac este un canton din arondismentul Gourdon, departamentul Lot, regiunea Midi-Pyrénées, Franța.

## Comune
| Comune             | Populație (1999) | Cod poștal | Cod INSEE |
| ------------------ | ---------------- | ---------- | --------- |
| Calès              | 138              | 46350      | 46047     |
| Fajoles            | 277              | 46300      | 46098     |
| Lamothe-Fénelon    | 337              | 46350      | 46152     |
| Loupiac            | 265              | 46350      | 46178     |
| Masclat            | 326              | 46350      | 46186     |
| Nadaillac-de-Rouge | 172              | 46350      | 46209     |
| Payrac             | 672              | 46350      | 46215     |
| Reilhaguet         | 132              | 46350      | 46236     |
| Le Roc             | 231              | 46200      | 46239     |